# 邵經邦
邵經邦（1491年—1565年），字仲德，浙江杭州府仁和縣人，明朝政治人物。

## 生平
正德十一年（1516年）丙子科浙江鄉試第二十六名舉人，十六年（1521年）中式辛巳科會試第三十八名，二甲第七十八名進士。授工部主事，進工部員外郎。嘉靖八年（1529年）十月，借日食之機，上疏反對張璁和大禮議等，下鎮撫司獄拷訊，戍福建鎮海衛。十六年（1537年），皇子朱載坖出生，大赦天下，唯獨邵經邦與豐熙等八人不在赦例。邵經邦在戍所，閉門讀書，與豐熙等郊遊論述。在鎮海衛三十七年，四十四年（1565年）卒於任。隆慶元年（1567年），恢復官職。

## 家族
曾祖邵信；祖父邵琮；父邵鑑，母楊氏。子洛生。孫邵于巘，萬曆庚子舉人。從孫邵颖达，萬曆庚子應天舉人；邵元凱，萬曆庚子舉人。

## 延伸阅读
[在维基数据编辑]
 《明史卷二百〇六》，出自《明史》